# Wanbi
Wanbi är en ort i Australien. Den ligger i regionen Karoonda East Murray och delstaten South Australia, omkring 160 kilometer öster om delstatshuvudstaden Adelaide. Antalet invånare är 154.
Trakten runt Wanbi är nära nog obefolkad, med mindre än två invånare per kvadratkilometer.. Närmaste större samhälle är Alawoona, omkring 19 kilometer öster om Wanbi.
Omgivningarna runt Wanbi är i huvudsak ett öppet busklandskap. Genomsnittlig årsnederbörd är 344 millimeter. Den regnigaste månaden är februari, med i genomsnitt 57 mm nederbörd, och den torraste är december, med 13 mm nederbörd.